# شپروالدهایده
شپروالدهایده (به آلمانی: Spreewaldheide) یک شهر در آلمان است که در دامه-اشپریوالد واقع شده‌است. شپروالدهایده ۵۶۸ نفر جمعیت دارد.